# Torneo de Estambul 2020
El Torneo de Estambul 2020 (también conocido como el TEB BNP Paribas Tennis Championship Istanbul por razones de patrocinio) fue un torneo de tenis jugado en tierra batida al aire libre. Se trató de la decimotercera edición del torneo de Estambul, y formó parte de los torneos de la WTA International de la WTA Tour 2020. Se llevó a cabo en Estambul (Turquía) del 8 al 13 de septiembre de 2020.

## Distribución de puntos
| Modalidad           | Campeona | Finalista | Semifinales | Cuartos de final | 2ª ronda | 1ª ronda | Clasificadas | 2ª ronda de clasificación | 1ª ronda de clasificación |
| Individual femenino | 280      | 180       | 110         | 60               | 30       | 1        | 18           | 12                        | 1                         |
| Dobles femenino     | 280      | 180       | 110         | 60               | 1        | -        | -            | -                         | -                         |

## Cabezas de serie

### Individuales femenino
| Tenista             | Ranking | Preclasificada |
| Svetlana Kuznetsova | 34      | 1              |
| Rebecca Peterson    | 48      | 2              |
| Polona Hercog       | 49      | 3              |
| Caroline Garcia     | 50      | 4              |
| Heather Watson      | 54      | 5              |
| Alison Van Uytvanck | 60      | 6              |
| Zarina Diyas        | 69      | 7              |
| Misaki Doi          | 81      | 8              |

- Ranking del 31 de agosto de 2020.[2]

### Dobles femenino
| Tenista                            | Ranking | Preclasificada |
| Alexa Guarachi Desirae Krawczyk    | 76      | 1              |
| Ellen Perez Storm Sanders          | 104     | 2              |
| Kaitlyn Christian Giuliana Olmos   | 128     | 3              |
| Kateryna Bondarenko Sharon Fichman | 182     | 4              |

## Campeonas

### Individual femenino
Patricia Maria Țig venció a  Eugénie Bouchard por 2-6, 6-1, 7-6(7-4)

### Dobles femenino
Alexa Guarachi /  Desirae Krawczyk vencieron a  Ellen Perez /  Storm Sanders por 6-1, 6-3